# Carmen apologeticum
Il Carmen apologeticum o  (o De duobus populis) è un poemetto attribuito a Commodiano. Il titolo è stato attribuito dallo scopritore, il cardinale Pitra.

## Struttura
È scritto in 1060 esametri riuniti in 530 coppie.

## Argomento
L'opera, nella parte iniziale, tratta della rivelazione da Mosè a Cristo, suggerendo al lettore la conversione. Il poema prosegue con la descrizione del giudizio universale che viene anticipata dalla presenza di due anticristi.